# Otostigmus rugulosus
Otostigmus rugulosus är en mångfotingart som beskrevs av Carl Oscar von Porat 1876. Otostigmus rugulosus ingår i släktet Otostigmus och familjen Scolopendridae.
Artens utbredningsområde är:
- Myanmar.
- Nepal.
- Seychellerna.
- Thailand.

## Underarter
Arten delas in i följande underarter:
- O. r. rugulosus
- O. r. mertoni
- O. r. striaturatus